# Lorenzo Gazzari
Lorenzo Renzo Gazzari (Hvar, 1. srpnja 1907. – Firenca, 30. ožujka 1998.) je bivši nogometaš i tenisač. Imao je pravo na talijansko državljanstvo pa je nogometnu karijeru nastavio u Italiji.
Nastupao je od 1927. do 1928. za splitski Hajduk s kojim je osvojio Prvenstvo Jugoslavije u nogometu 1927. godine. Kasnije odlazi u Trst, u U.S. Triestina Calcio. Zatim odlazi u Fiorentinu, pa u A.S. Casale Calcio. Godine 1944. okončava karijeru u klubu A.C.D. Asti.
Za B reprezentaciju Italije odigrao je tri utakmice.
Bavio se i tenisom, te je bio teniski trener.
Statistika u Hajduku
| Natjecanje        | Nastupi | Zgoditci |
| ----------------- | ------- | -------- |
| Prvenstvo         | 11      | 0        |
| Kup               | 0       | 0        |
| Superkup          | 0       | 0        |
| Međunarodne       | 2       | 0        |
| Splitski podsavez | 15      | 2        |
| Ukupno            | 28      | 2        |
| Prijateljske      | 124     | 3        |
| Sveukupno         | 152     | 5        |

## Vanjske poveznice
- Gazzari, Renzo